# بين مور (محامي)
بين مور (بالإنجليزية: Ben Moore)‏ هو قاضي ومحامي أمريكي، ولد في 1891، وتوفي في 25 سبتمبر 1958.